# Armatosterna buquetiana
Armatosterna buquetiana là một loài bọ cánh cứng trong họ Cerambycidae.